# 金北山
金北山（きんぽくさん）は、新潟県佐渡市にある山。標高1,171.9mと、島内で最も高い山である。大佐渡山地のほぼ中央に位置する。
北山（ほくさん）と呼ばれていたが、江戸時代初期に佐渡金山が発見されてから現在の名で呼ばれるようになった。
なお、山頂には日本海全域を監視する自衛隊のレーダーサイトがあったが、2010年（平成22年）より、その金北山の西隣の妙見山（みょうけんさん・標高1,042m）山頂に建設され稼動を始めた新型レーダーサイトにその役割が引き継がれた。

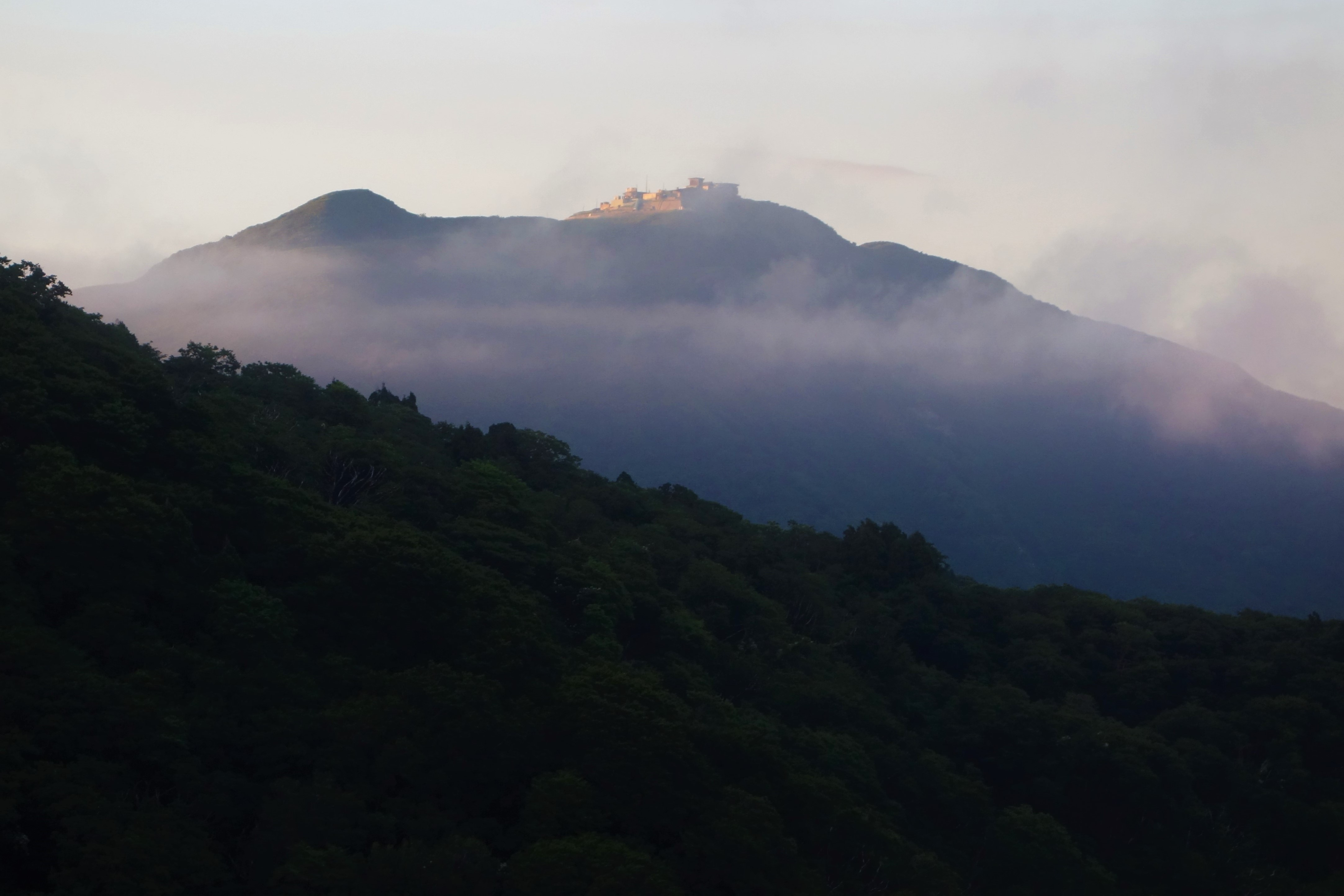
白雲台から眺めた夕焼けの金北山
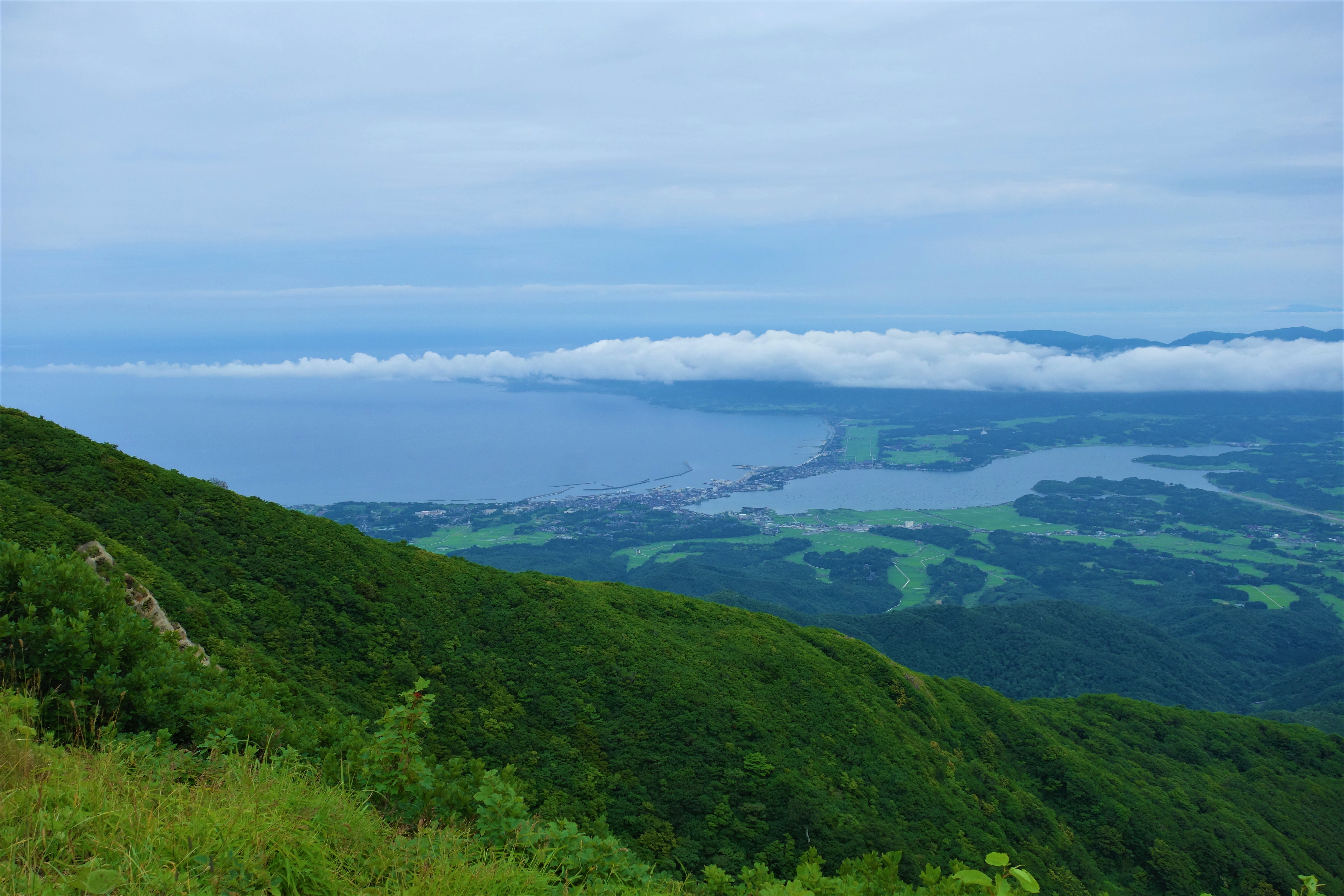
金北山から両津湾と加茂湖を眺める
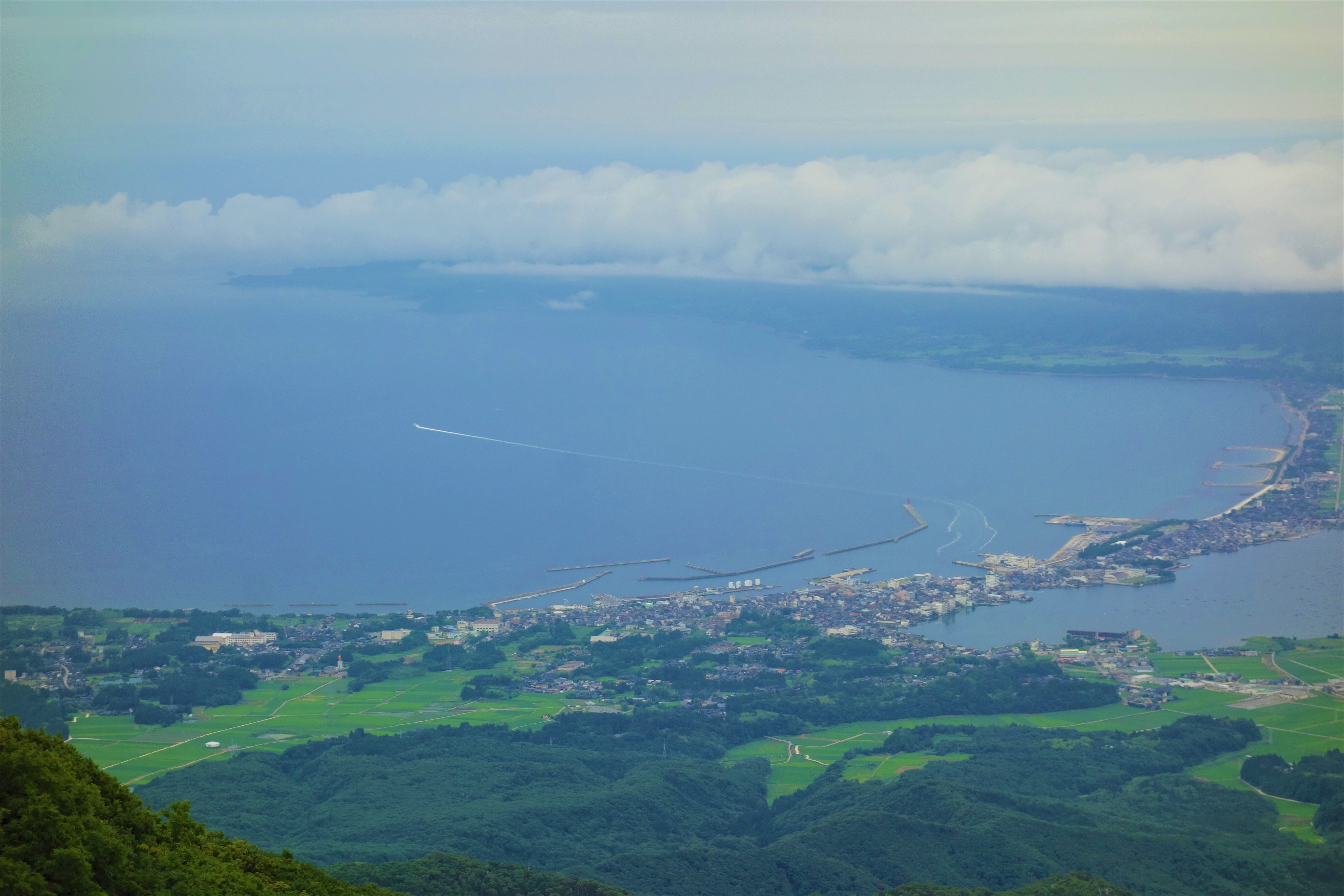
両津湾から出港した佐渡汽船
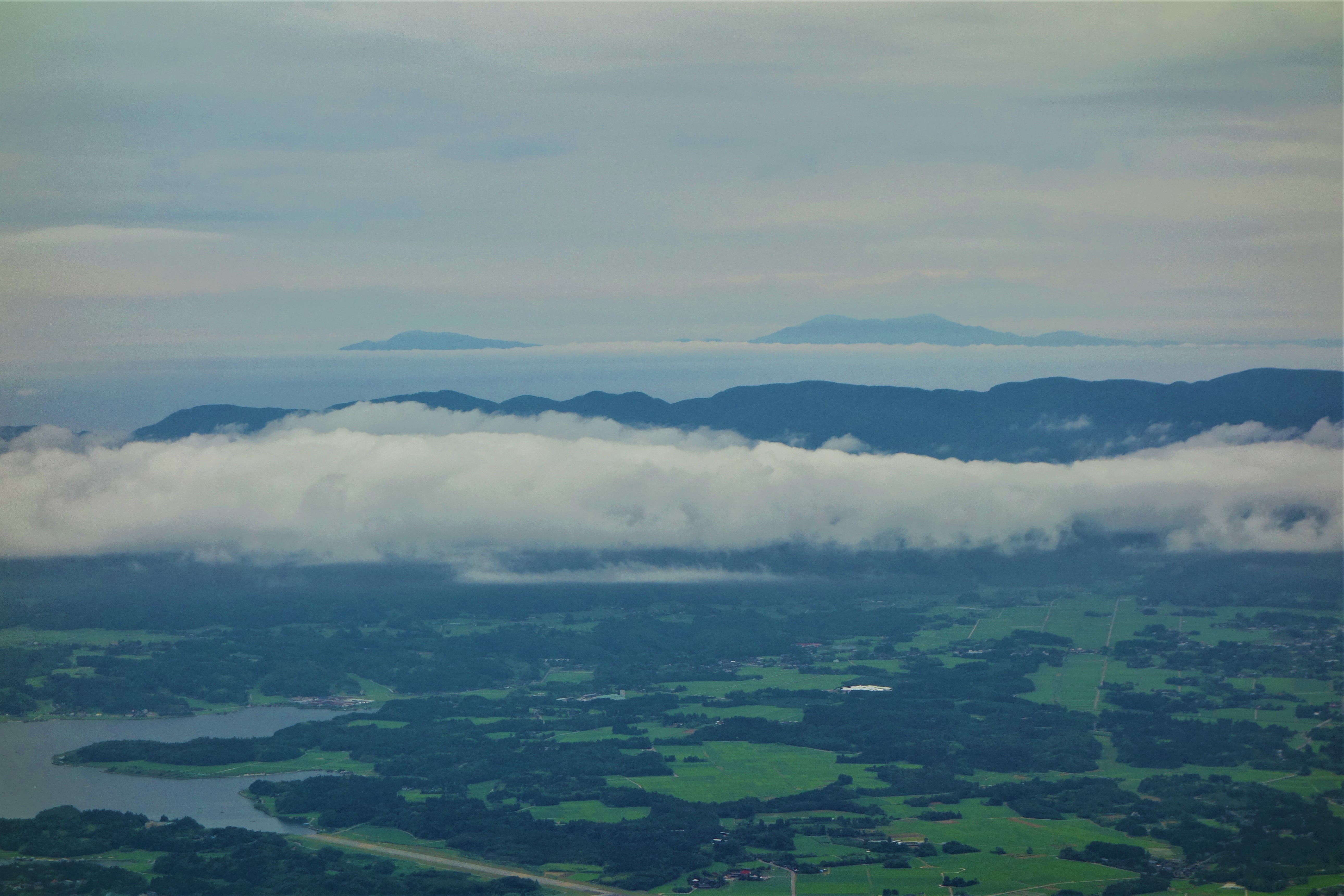
金北山からの角田山と弥彦山
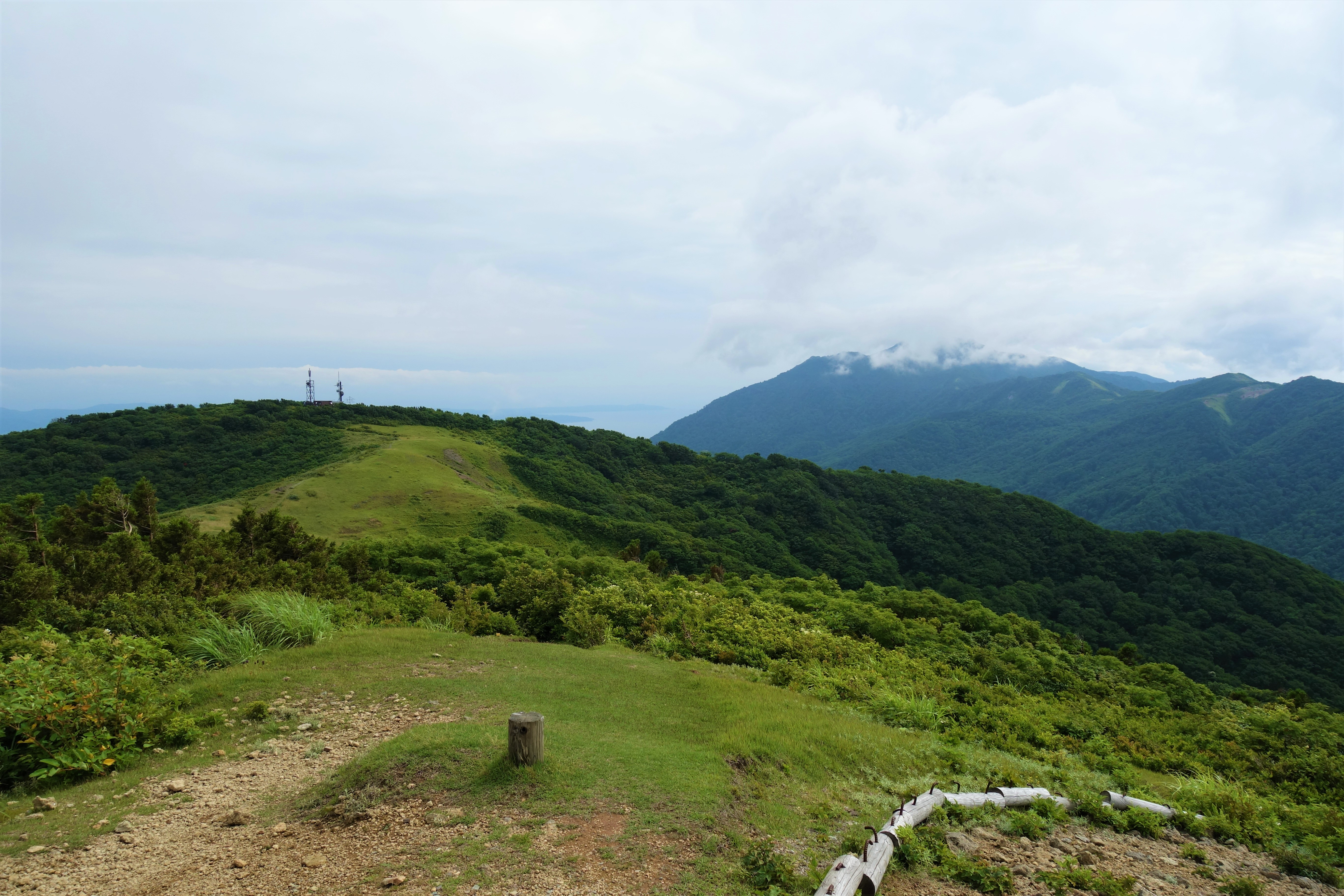
ドンデン山（尻立山）から金北山を眺める
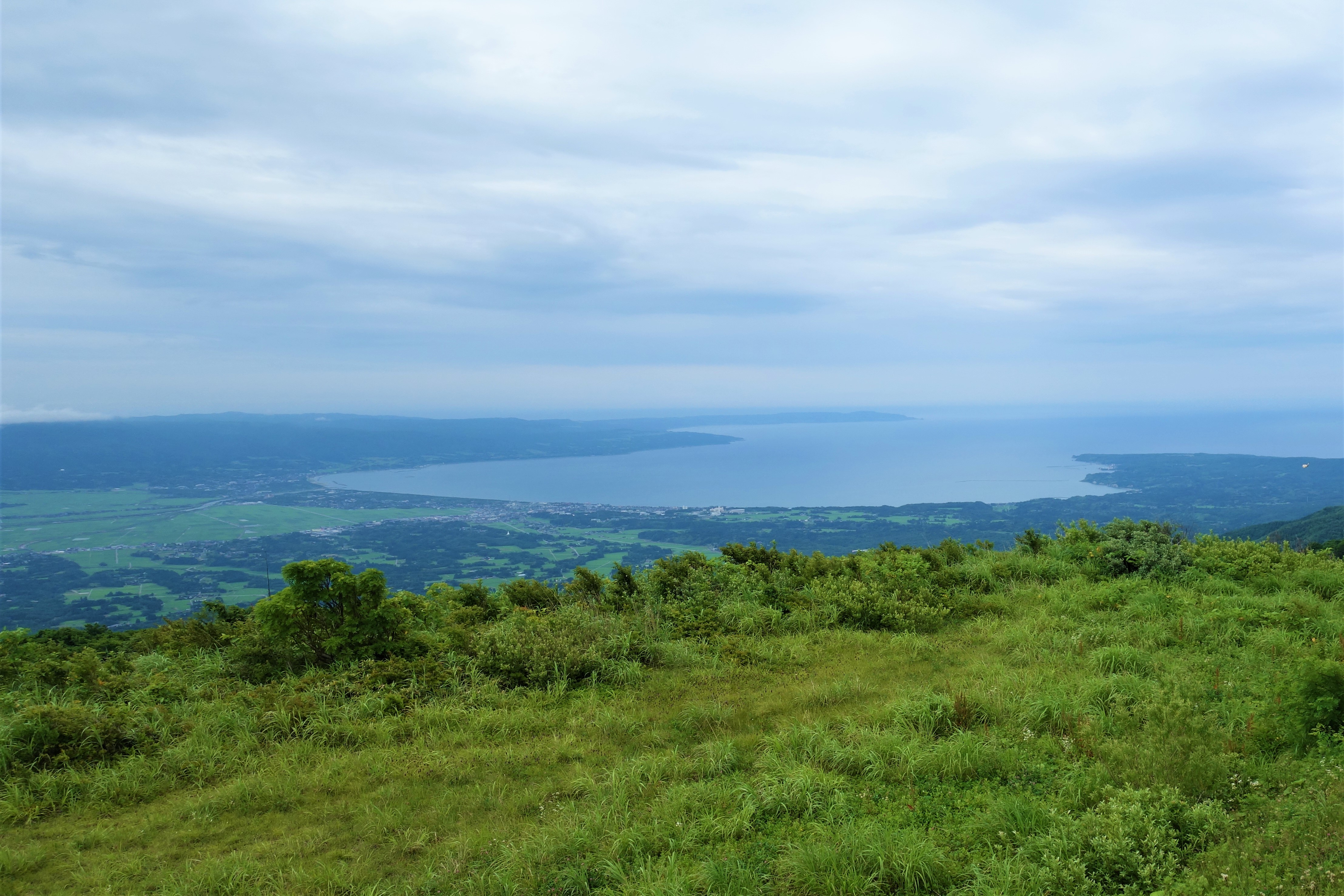
白雲台からの真野湾
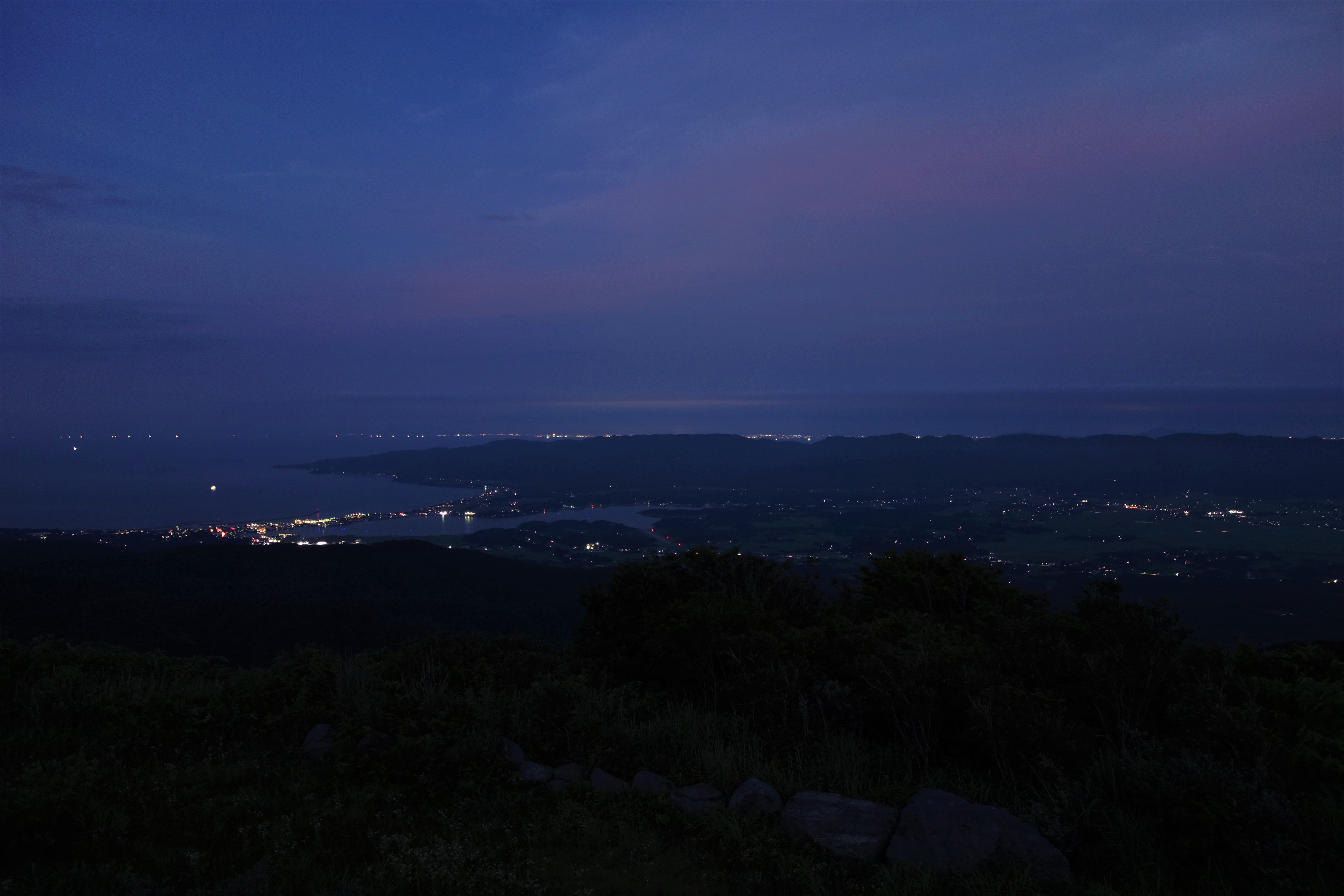
白雲台付近から両津湾方面の夜景
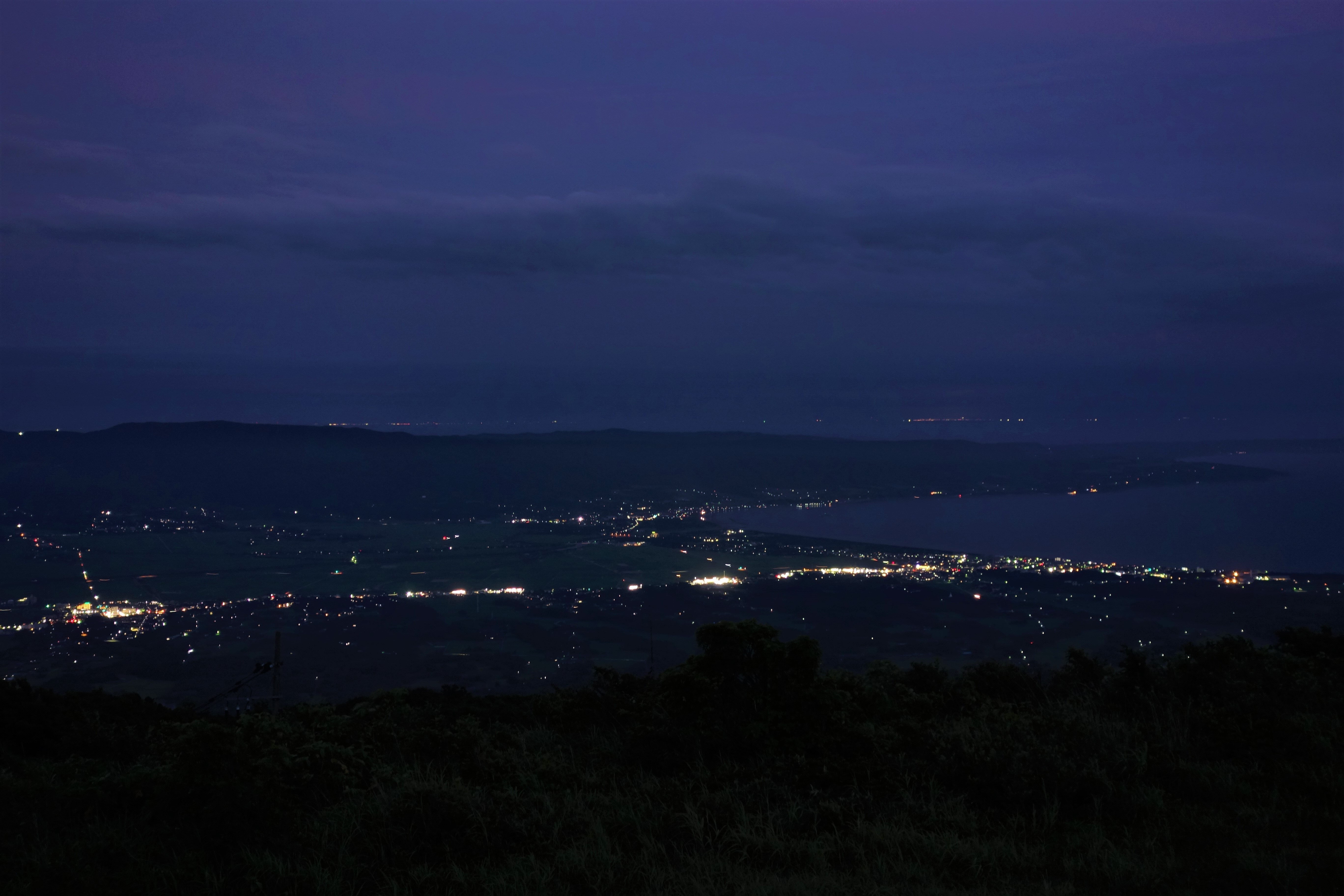
白雲台付近から真野湾方面の夜景